# Задорожні
Задорожні - українські козацькі роди відомі більше 365 років - з І-ї половини 17 століття.

## Походження прізвища
Українське козацьке прізвище. Задорожний - від укр. словосполучення "за" і "дорога", "той хто живе за дорогою". Подібні - Загородній, Загорний, Заставний тощо.

## Історія і місця проживання
Перша згадка про Задорожних - Зборівський реєстр 1649 року, де зустрічаються декілька осіб з таким прізвищем.
Відомі Задорожні, які проживали у вказаних нижче адміністративно-територіальних і військових одиницях Гетьманської України:
Переяславський полк (з 1676 р.) - м. Басань, с. Брагинці і с. Козацьке - всі - Басанської сотні; Баришівській сотні; с. Ничипорівка - Яготинська сотня.
Білоцерківський полк (з 1649 р.) - Білоцерківська полкова сотня.
Полтавський полк (з 1718 р.) - м. Полтава, м. Диканька, с. Нижні Млини, м. Великий Будища, м. Кобеляки, в м. Кереберда, с. Іволчинець; Решетилівська сотня.
Миргородський полк (з 1718 р.) - Сорочинська сотня, м. Сорочинці; Хорольська сотня, с. Болбасовці, Омельницька сотня, м. Манжелійка; с. Богомолівка, Кременчуцька сотня.
Ніжинський полк (з 1732 р.) - Ніжинська сотня, м. Кролевець - Кролевецька сотня.
Стародубський полк (з 1732 р.) - Топальська сотня.
Гадяцький полк - с. Дейкалівка.
Лубенський полк (з 1732 р.) - Роменська сотня, с. Вищій Булатець.
Охтирський полк (на поч. 18 ст.).
Після ліквідації Гетьманщини в 1782 році багато родин Задорожних розселяються по більш широких теренах України.

## Відомі персоналії
- Яків Задорожний — городовий отаман Басанський з 2 серпня 1771 по 1781 р.р. Мав 7 дворів підданих в с. Козацьке Басанської сотні.
- Катерина Василівна Задорожня (*24.11.1881, с. Порфирівка Олександрійського повіту Херсонської губернії — †21.11.1949, с. Бокове Долинського району, Кіровоградської області) — одна з головних персонажів книги «Записки Сердюка Н. П.», мати відомого педагога і краєзнавця Сердюка Миколи Павловича.
- Дмитро Пилипович Задорожний (*1889 — †?) — підполковник Армії УНР, народився в Ізюмському повіті Харківської губернії.
- Богдан Михайлович Задорожний (*27.06.1914, м. Городенка, нині Івано-Франківська обл. — †09.06.2009, м.Львів) — видатний український філолог-германіст, доктор філологічних наук, професор.
- Іва́н Миха́йлович Задоро́жний (10.03.1916, м. Городенка Івано-Франківська область — †11.02.1972, м. Стемфорд, США) — український диригент, професор музики духовної семінарії в Стамфорді.
- Григо́рій Кири́лович Задорожний (*16 березня 1918 — †5 січня 2006) — учасник Німецько-радянської війни, Герой Радянського Союзу.
- Михайло Гнатович Задорожний (*01.08.1920, с. Порфирівка, нині с. Бокове) — учасник II Світової Війни, військовий, 15-го травня 1946 року присвоєно звання Героя СРСР, полковник у відставці.
- Іван-Валентин Феодосійович Задорожний (*7 липня 1921, м. Ржищів, Київської області — †1988 року, м. Київ, похований у м. Ржищів) — український художник-монументаліст, живописець, графік. Заслужений діяч мистецтв УРСР. Лауреат Шевченківської премії (посмертно).